# Hello Baby !
Hello Baby ! est un film muet américain réalisé par Leo McCarey et sorti en 1925.

## Synopsis
Une femme abandonne son bébé devant la maison de Charley et Katherine. D'abord ravis de l’arrivée de cet enfant qu'ils s'apprêtent à élever comme s'il était le leur, les deux jeunes époux découvrent très vite que ce n'est pas si simple : l’enfant pleure en pleine nuit et les empêche de dormir. Tandis que Katherine tente sans succès de le distraire, Charley se rhabille pour aller chercher un médecin dont il ne connaît pas l'adresse exacte. Il finit tout de même par le ramener à la maison, mais le docteur est furieux : le bébé n'est pas malade et réclame simplement à manger. Charley prépare un repas abondant, parfaitement inadapté à un bébé, tandis que Katherine essaie en vain de lui faire boire du lait : Charley trouvera la solution en transformant un gant de cuisine en tétine.

## Fiche technique
- Réalisation : Leo McCarey
- Production : Hal Roach
- Date de sortie :
  - États-Unis : 18 janvier 1925

## Distribution
- Charley Chase : Charley
- Katherine Grant
- Al Hallett